# Oedemopsis dotae
Oedemopsis dotae là một loài tò vò trong họ Ichneumonidae.